# التلقائية
هذه المادة حول التلقائية للتعلم. لقدرة العضلات القلبية على إزالة الاستقطاب تلقائياً، راجع جهد فعل القلب.

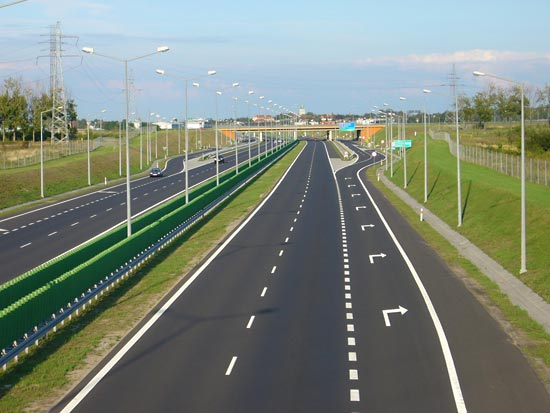
قد تؤدي القيادة في ظروف معينة إلى "التنويم المغناطيسي للطريق السريع" في بعض الأشخاص، وهو مثال على التلقائية. أولئك الذين يعانون من التنويم المغناطيسي للطريق السريع غالبا ما يقودون لمسافات طويلة، ويكونون قادرين على الاستجابة للأحداث الخارجية بطريقة صحيحة وآمنة، ولكن ليس لديهم ذكرى عن مدى الوقت الذي يقضونه تحت التنويم المغناطيسي للطريق السريع نتيجة لذلك.

التلقائية Automaticity / ˌɔːtəməˈtɪsɪti / هو القدرة على القيام بأفعال دون أن يكون انشغال العقل  بالتفاصيل منخفضة المستوى مطلوباً، مما يسمح لها بأن تصبح نمط استجابة تلقائية أو عادة. وعادة ما يكون نتيجة للتعلم والتكرار والممارسة. أمثلة على المهام التي تنفذها «الذاكرة العضلية» غالبا ما تنطوي على درجة من التلقائية.
ومن الأمثلة على التلقائية الأنشطة الشائعة مثل المشي، والتحدث، وركوب الدراجات، والعمل على خط التجميع، وقيادة السيارة (الأخيرة  يطلق عليها أحياناً «التنويم المغناطيسي للطريق سريع»). بعد ممارسة النشاط بما فيه الكفاية، من الممكن تركيز العقل على أنشطة أو أفكار أخرى أثناء القيام بنشاط تلقائي (على سبيل المثال، إجراء محادثة أو التخطيط لخطاب أثناء قيادة السيارة).

## الخصائص
جون بارغ (1994), وبناءً على أكثرمن عقدٍ من البحث، اقترح أنّ أربعة سمات عادة ترافق التصرف بتلقائيّة:

### الوعي
قد يكون الشخص غير مدرك للعملية العقلية التي تحدث.

### القصد
لا يجوز أن يكون الشخص معنياً  في المباشرة  بعملية عقلية.

### الكفاءة
تميل العمليات العقلية التلقائية إلى أن يكون لها حمل إدراكي منخفض، مما يتطلب موارد عقلية منخفضة نسبيًا.

### التحكم
قد لا يكون لدى الشخص القدرة على إيقاف أو تعديل عملية بعد المباشرة بها.
يقول بارغ أن هذه هي ببساطة خصائص مشتركة; ليست كلها ضرورية لوصف عملية بالتلقائية. على سبيل المثال، تم وصف تنشيط الصور النمطية بأنها عملية تلقائية: فهي غير متعمدة وفعالة، وتتطلب القليل من الجهد. ومع ذلك يرافق تنشيط الصور النمطية  فرصة فوق إدراكية  وإذا وجد  تضارب في أهداف المعالجة  تصبح إذاً خاضعة للسيطرة. لذلك، فإن تنشيط الصور النمطية يفي باثنين فقط من معايير بارغ، ولكنه لا يزال يعتبر مثالاً على المعالجة التلقائية.

## في القراءة
ساعد لابيرج وصموئيل (1974) في شرح كيفية تطور الطلاقة في القراءة. تشير التلقائية إلى معرفة كيفية أداء بعض المهام التعسفية على مستوى كفؤ دون الحاجة إلى جهد واع - أي أنها شكل من أشكال الكفاءة اللاواعية.
ومن ناحية أخرى، إذا كان الطالب تلقائياً أو «قارئ ماهر، يتم تنفيذ مهام متعددة في نفس الوقت، مثل فك تشفير الكلمات، وفهم المعلومات، وربط المعلومات بالمعرفة المسبقة للموضوع، وإجراء الاستدلالات، وتقييم فائدة المعلومات لتقرير يكتبه هو أو تكتبه هي» (صموئيل). من الضروري فهم التلقائية وكيفية تحقيقها لتحسين أداء الطالب. وهذا أمر مهم بالنسبة للمعلمين لأن التلقائية يجب أن تركز على السنوات الأولى لضمان مستوى أعلى  لمهارات القراءة  في مرحلة المراهقة.

## التعطل
يمكن أن تتعطل التلقائية  من قبل الانتباه الواضح، عندما يغير التفاني في الاهتمام الواعي للنمط  محتوى أو توقيت هذا النمط نفسه. وتُبرز هذه الظاهرة بشكل خاص في الحالات التي تتميز بمخاطر مرتفعة و/أو سلبية وتفرض الضغط النفسي المرتبط بها على العقل الواعي؛ وقد يكون أداء المرء في هذه الحالات إما  أ) سليم أو حتى مُحسَّنًا («التدفق») أو ب) يتدهور («الانسداد»).
وقد سمي هذا التأثير 'تأثير الحشرة مئوية الأقدام ' كناية عن  «المعضلة المئوية»، حيث يشل الضفدع ببساطة الحشرة مئوية الأقدام عن طريق سؤالها  كيف تمشي.يتم مقاطعة  التنقل اللاوعي الطبيعي  للحشرة مئوية الأقدام من قبل انعكاس الوعي عليه. أشار عالم النفس جورج همفري إلى هذا المثل في كتابه عام 1923 قصة عقل الإنسان: «لا يحتاج أي رجل ماهر في التجارة إلى وضع اهتمامه المستمر على العمل الروتيني،» كتب. «إذا فعل، فإن العمل عرضة للإنهيار.»

## استخدم  للتأثير
في التأثير، كتاب روبرت كاليديني عن علم النفس الاجتماعي ونهج التأثير، يشرح كاليديني  كيف أن أنماط الاستجابة التلقائية الشائعة هي في السلوك البشري، وكيف يمكن  من السهل أن يتم تشغيلها، حتى مع الإشارات الخاطئة. فهو يصف تجربة أجراها علماء النفس الاجتماعي لانغر، تشانويتز، وفراغ والتي توضح كيف سيكون الناس ملتزمين  بطلب ما إذا سمعوا كلمات تبدو وكأنها تعطى سببًا، حتى لو لم يتم تقديم أي سبب فعلي. اقترب المجربون من الأشخاص الذين يقفون في الصف لاستخدام آلة لنسخ الأوراق مع واحد من ثلاث طلبات:
·        «عفوا. لدي 5 صفحات. هل يمكنني استخدام جهاز Xerox لأنني في عجلة من أمري؟»
·        «عفوا. لدي 5 صفحات. هل يمكنني استخدام جهاز Xerox؟» أو
·        «عفوا. لدي 5 صفحات. هل يمكنني استخدام جهاز Xerox لأنه يتعين علي عمل بعض النسخ؟»
| طلب صغير | سبب وجيه    | 94٪ (15 من 16) |  |
| طلب صغير | لا يوجد سبب | 60٪ (9 من 15)  |  |
| طلب صغير | سبب وهمي    | 93٪ (14 من 15) |  |

| طلب كبير | سبب وجيه    | 42٪ (10 من 24) |  |
| طلب كبير | لا يوجد سبب | 24٪ (6 من 25)  |  |
| طلب كبير | سبب وهمي    | 24٪ (6 من 25)  |  |

عند تقديم الطلب بالإضافة إلى السبب، فإن 94٪ من الأشخاص الذين طلبوا منهم امتثلوا للطلب. عند تقديم الطلب بدون سبب، امتثل 60٪ فقط. ولكن عند تقديم الطلب بما يبدو وكأنه سبب ولكنه ليس كذلك، قفز معدل الامتثال إلى 93٪. لانجر وتشانويتز وبلانك مقتنعون بأن معظم السلوك البشري يقع ضمن أنماط الاستجابة التلقائية.
ومع ذلك، عندما أصبح الطلب أكبر (20 صفحة بدلاً من 5)، توقع الأشخاص سببًا وجيهًا قبل الامتثال، كما هو موضح في الجدول.